# グラフテック
グラフテック株式会社は、日本のカッティングプロッタ、スキャナ、データロガー、計測器、ラベル後加工機メーカー。現在は持株会社のあい ホールディングス傘下。

## 概要
同社は、カッティングプロッタ・スキャナ・データロガー・ラベル後加工機などの製造・販売を行っている。東京、横浜、大阪にはショールームも擁している。

## 沿革
- 1949年 株式会社渡辺研究所 設立。
- 1977年 渡辺測器株式会社に商号変更。
- 1983年 グラフテック株式会社に商号変更。
- 1985年 東証第二部へ上場。
- 1987年 東証第一部へ指定替え。
- 1991年 新本社ビルを横浜市戸塚区に新設。
- 1995年 米国カリフォルニア州に子会社「Graphtec North America Inc.」を設立。
- 2000年 グラフテック・サプライモールオープン。
- 2001年 日本初の大型カラースキャナ開発。
- 2005年 子会社「Graphtec North America Inc.」を「Graphtec America Inc.」に商号変更。
- 2007年 株式会社ドッドウエル ビー・エム・エスと経営統合。持株会社あいホールディングス株式会社を設立。
- 2007年 オランダに子会社「Graphtec Europe B.V.」を設立。
- 2009年 米国に「Silhouette America, Inc.」を設立。
- 2015年 英国にソフトウェア開発会社「Silhouette Research & Technology,Limited」を設立。
- 2017年 株式会社ニューロンと合併。
- 2019年 アドバンスフードテック株式会社と合併。
- 2020年 タイに「GRAPHTEC ASIA PACIFIC CO.,LTD」を設立。
- 2021年 オランダに「Graphtec Europe B.V.」を設立。

## 主要製品
- データロガー　GL7000 Plus、GL2000、GL240、GL980、GL840、GL240
- ラベルプリンタ　LCX603シリーズ、DLC1000
- 大型フルカラースキャナ　CSX500シリーズ
- カッティングプロッタ　FCX2000シリーズ、FCX4000シリーズ、FC9000シリーズ、CE7000シリーズ、silhouette CAMEOシリーズ
- 節電・省エネシステム　Ai-Glies
- 位置測位ソリューション　Live Location Service
- 金属検出器（フラット・ボトルタイプ）

## 関連企業
- あい ホールディングス
- 株式会社ドッドウエル ビー・エム・エス
- プールス株式会社
- 株式会社エスエスユニット
- 株式会社ビーエム総合リース
- 杜の公園ゴルフクラブ株式会社
- 株式会社メディック
- 株式会社アイフィンク
- ファーストエレベーター株式会社
- Graphtec America, Inc.
- Silhouette America, Inc.
- Silhouette Research & Technology, Ltd.
- Graphtec Europe B.V.
- GRAPHTEC ASIA PACIFIC CO.,LTD.
- NEURON ELECTRONICS, INC.
- 株式会社あい設計
- 株式会社田辺設計
- 株式会社Social Area Networks
- ウイングレット・システムズ株式会社
- イシモリテクニックス株式会社
- 株式会社USTAGE
- あいエンジニアリング株式会社
- ナノ・ソルテック株式会社
- Innovation Farm株式会社
- 有限会社ミップス
- マイクロ・トーク・システムズ株式会社

## テレビ・ラジオ・新聞への広告展開
- かつて｢関口宏のサンデーモーニング」の番組スポンサーやテレビの特番提供時のスポンサーをしていたが、2010年9月現在、地上波のテレビ番組への広告展開はしていない。